# Ирвинг Берлин
И́рвинг Бе́рлин (англ. Irving Berlín; наст. имя Израиль Моисеевич Бейлин, бел. Iзраiль Майсеевiч Бейлiн; 11 мая 1888,  Толочин (совр. Витебская обл. Беларуси) Российская империя — 22 сентября 1989, Нью-Йорк, США) — американский композитор еврейского происхождения, родившийся в Российской империи. Прославился как автор эстрадных песен, а также песни «Боже, благослови Америку», которая считается неофициальным гимном США.

## Биография
Израиль Бейлин был младшим из восьмерых детей в семье синагогального кантора Моисея Бейлина (1848—1901) и Леи Липкиной (1850—1922), уроженцев Толочина (ныне город Витебской области, Республика Беларусь). Старшие дети в семье родились в Толочине, и самый старший брат будущего композитора оставался там после эмиграции остальных членов семьи. В своих интервью 1930—1940 годов И. Берлин рассказывал, что появился на свет в Могилёве.
Вскоре после рождения Израиля Бейлина семья переехала в Тобольск. Когда Стивен Спилберг в 1980-х годах задумал снимать фильм о И. Берлине и встречался по этому поводу с композитором, тот рассказал, что на самом деле он родом из Тобольска (в современной Тюменской области). На тюменских сайтах можно встретить утверждения, что Ирвинг Берлин родился в Тюмени.
Из Тобольска Бейлины через порт Антверпена на корабле «Rhynland» отправились в Нью-Йорк, куда прибыли 14 сентября 1893 года. Израиль Бейлин вырос на Манхэттене, в районе Нижнего Ист-Сайда (Lower East-Side), где в то время проживало много иммигрантов из Российской империи и Восточной Европы. Рано оставшись без отца, проучившись в школе только 2 года, И. Бейлин пошёл работать. Будущий композитор успел поработать посыльным в лавке, разносчиком газет. В одном из кафе нью-йоркского Чайна-тауна заслужил репутацию «поющего официанта». По заказу хозяина кафе Бейлин написал свою первую песню, «Мэри из солнечной Италии». Гонорар автора составил 37 центов (приблизительно 14 долларов на 2025 год).
Систематического музыкального образования не получил. С 14 лет зарабатывал пением (на улице, в любительском хоре), самостоятельно освоил игру на фортепиано. В 1907 году Бейлин решил издать песню, и наборщики в типографии по небрежности исказили имя заказчика. В результате этой ошибки Бейлин стал Берлиным.
Берлин был масоном. Посвящение прошёл 12 мая 1910 года. Состоял в ложе «Munn» № 190, Нью-Йорк.
Получил американское гражданство в 1918 году.
Ирвинг Берлин умер во сне 22 сентября 1989 года. Экс-президент Рональд Рейган прислал на смерть композитора соболезнование, а действующий на тот момент президент Джордж Буш-старший на похоронной церемонии в Бостоне возглавил траурную колонну, певшую «God bless America», а затем выступил с речью, в которой назвал Берлина «легендарным человеком, чьи слова и музыка будут помогать пониманию истории нашего народа».

## Творчество
За свою жизнь Берлин создал полторы тысячи песен в самой разной стилистике — от песенок на идише, высмеивающих шаблонные представления о евреях, от подражаний афроамериканскому джазу и госпел, вплоть до гимнов, воспевающих традиционные «американские ценности» — верность семье, родной земле и т. д. Среди наиболее известных: «Alexanderʼs Ragtime Band» (1911), «Puttin' on the Ritz» («Одеваться как для „Рица“», из одноимённого фильма, 1930; с эффектным применением ложной полиметрии в припеве), «Cheek to cheek» («Щека к щеке»; из фильма «Цилиндр», 1935), «God bless America» («Боже, благослови Америку», 2-я редакция, 1938), «White Christmas» («Белое Рождество»; премия «Оскар», 1942). У афроамериканцев популярна песня «Suppertime» из мюзикла «As thousands cheer» («Тысячекратное ура», 1933) — плач жены о муже, которого линчевали белые. В 1914 году он написал единственную антивоенную песню «Оставайся внизу, где твоё место». Не все стихи для своих песен Берлин сочинял сам (всего ок. 1200 стихотворений), в некоторых случаях (как в God bless America и Puttin' on the Ritz) редактировал тексты своих песен из идеологических соображений. Нередко произведения покупались у других авторов. Из воспоминаний А. Н. Вертинского "Дорогой длинною": "Но хотя композиторов в Америке много, вы почему‑то на всех нотах читаете обычно одни и те же фамилии авторов. В Нью-Йорке, например, почти все шлягеры принадлежат «творчеству» некоего Эрвина Берлина. Не думайте, что он написал все эти вещи сам. Нет. Но он купил их у неизвестных авторов за гроши, переделал и выпустил под своей фамилией и со своим портретом. Если вещи «пошли» — он заработал, если нет — немного потерял, ровно столько, сколько стоит бумага и печатание. Но зато если из ста купленных вещей «пойдут» только две или даже одна, то и это уже такой огромный доход, который покрывает все и даёт большую прибыль. У этого же Эрвина Берлина или Руди Валле на Бродвее целые   офисы, в которых сидят десятки машинисток и других служащих и работают целые дни, — контора по покупке и продаже музыки."
Патриотическая песня Берлина «Боже, благослови Америку» была написана в 1918 году (когда Берлин получил гражданство США) для бродвейского шоу «Гип-гип, Яфанк!», но автор посчитал её не соответствующей юмористическому направлению спектакля и премьера песни отсрочилась на 20 лет. В канун Второй мировой войны она неожиданно оказалась востребованной, приобрела надлежащее «патриотическое» звучание. Ещё одна чрезвычайно популярная песня Берлина «White Christmas» прозвучала впервые в 1942 году в фильме «„Холидэй Инн“» (гостиничный бренд) в исполнении Бинга Кросби. «White Christmas» вошла в Книгу рекордов Гиннесса как самая продаваемая песня XX века (более 30 миллионов пластинок). Ряд песен Берлин написал на идише (своём родном языке) в стиле, характерном для восточноевропейской еврейской музыки, в том числе, «Коган должен мне 97 долларов» (англ. заголовок песни — Cohen owes me 97 dollars). В 1929-50 написал музыку для 10 фильмов.
Творческая активность Берлина снизилась к 1950-м гг., после 1966 он перестал сочинять.

## Влияние
Американский композитор-песенник Джером Керн считал, что «говорить о месте Ирвинга Берлина в истории американской музыки невозможно, ибо он сам — эта история!»